# Emelie Wibron
Emelie Wibron, född den 27 februari 1992, är en svensk innebandyspelare. Wibron var som 17-åring med och vann guld för Sverige vid världsmästerskapet 2009 i Sverige. Wibron lämnade sin moderklubb Sundsvalls IBF inför säsongen 2007/08 för spel i RIG Umeå IBF för att säsongen efter, 2008/2009 gå till IKSU. 2013 skrev Wibron ett treårskontrakt med Pixbo Wallenstam IBK men stannade bara en säsong och sedan 2014/15 är hon åter i Umeå och IKSU. I april 2016 skrev hon på ett 10-årskontrakt för IKSU.

### Fotnoter
1. ↑  ””Livstidskontrakt” för innebandystjärna”. SVT Sport. 22 april 2016. http://www.svt.se/sport/innebandy/livstidskontrakt-for-innebandystjarna/. Läst 22 april 2016.